# Януарій Суходольський
Януа́рій (Ян) Суходо́льський (пол. January Suchodolski; 19 вересня 1797, Гродно, — 20 березня 1875, Поблизу Седльця) — польський художник, повстанець.

## Біографія
Брат відомого поета Райнольда Суходольського (було ще двоє братів — Яцек і Валентин).
1810 року вступив до Війська польського. Будучи самоучкою, копіював картини Верне й писав свої. Одну з його картин, «Śmierć Władysława pod Warną», (Загибель короля Владислава під Варною) побачив Микола I і віддав художнику-улюбленцю свою табакерку.
Рекомендаційні листи на ім'я Верне писали для нього: Наполеон II, мати Наполеона I й Жером Бонапарт. Однак через деякий час після зустрічі з Верне почалося Листопадове повстання, у якому здібний кадет взяв участь і віддав імператорський подарунок на потреби повстання.
Після придушення повстання Суходольський залишився в країні й отримував державну стипендію. 1832 року в Римі його прийняв Верне. Навчався він там  один рік. 1837 року Суходольський повернувся до Варшави. Микола I, задоволений його картинами, подарував йому перстень і прийняв його до Імператорської академії мистецтв. Крім цього він наказав йому написати картину на честь придушення повстання, але Суходольський відмовився.
Усі його брати також брали участь в Листопадовому повстанні, Райнольд загинув, Яцек і Валентин потрапили до російського полону. Валентин тікав із нього й помер у злиднях, в Парижі, Яцек повернувся божевільним. Син Януарія сидів у в'язниці за надання допомоги повстанцям Січневого повстання.

## Галерея

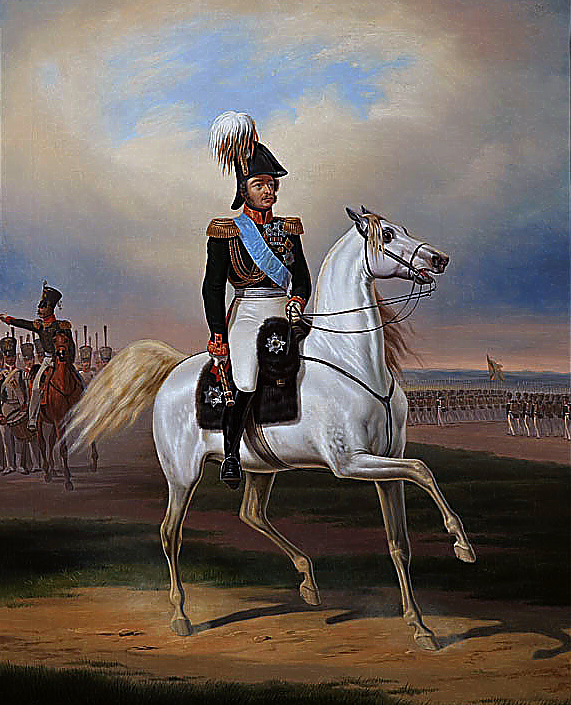
Іван Паскевич
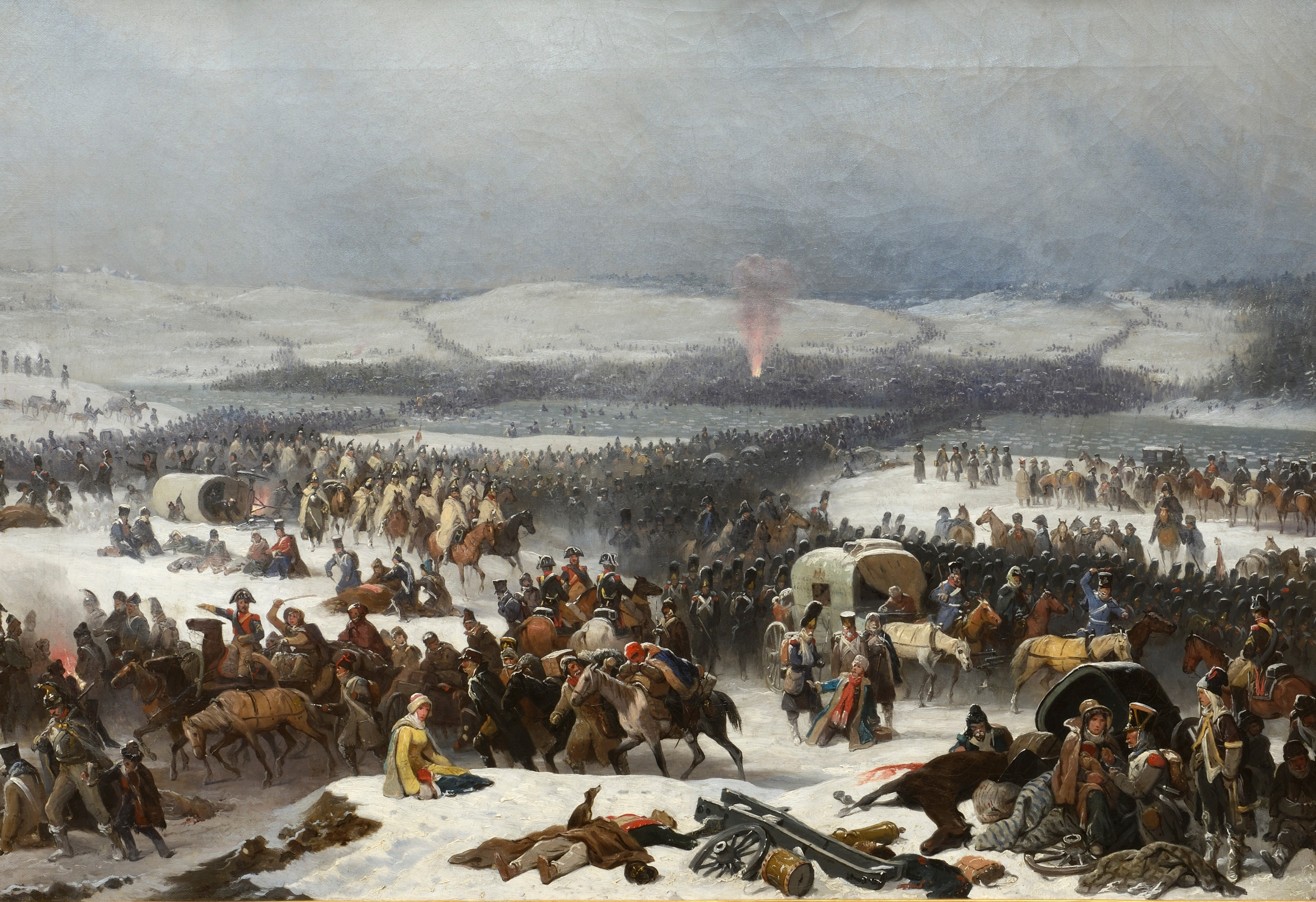
Перехід армії Наполеона через Березіну
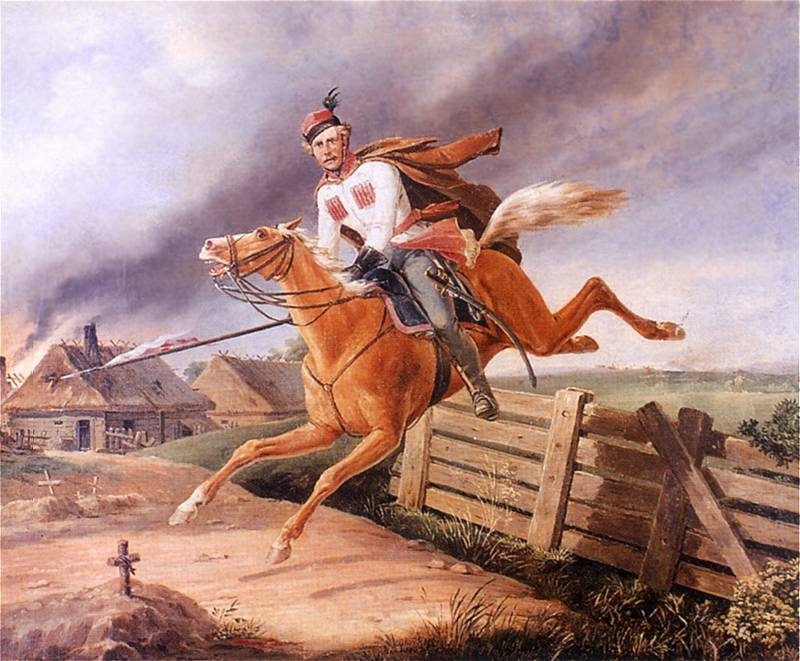
Вершник
Смерть Понятовського
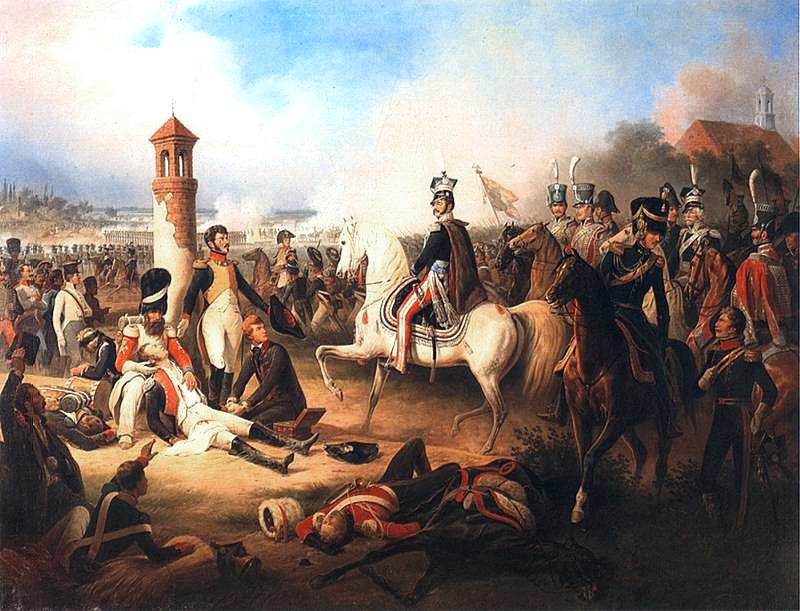
Смерть Годебського під Рашином
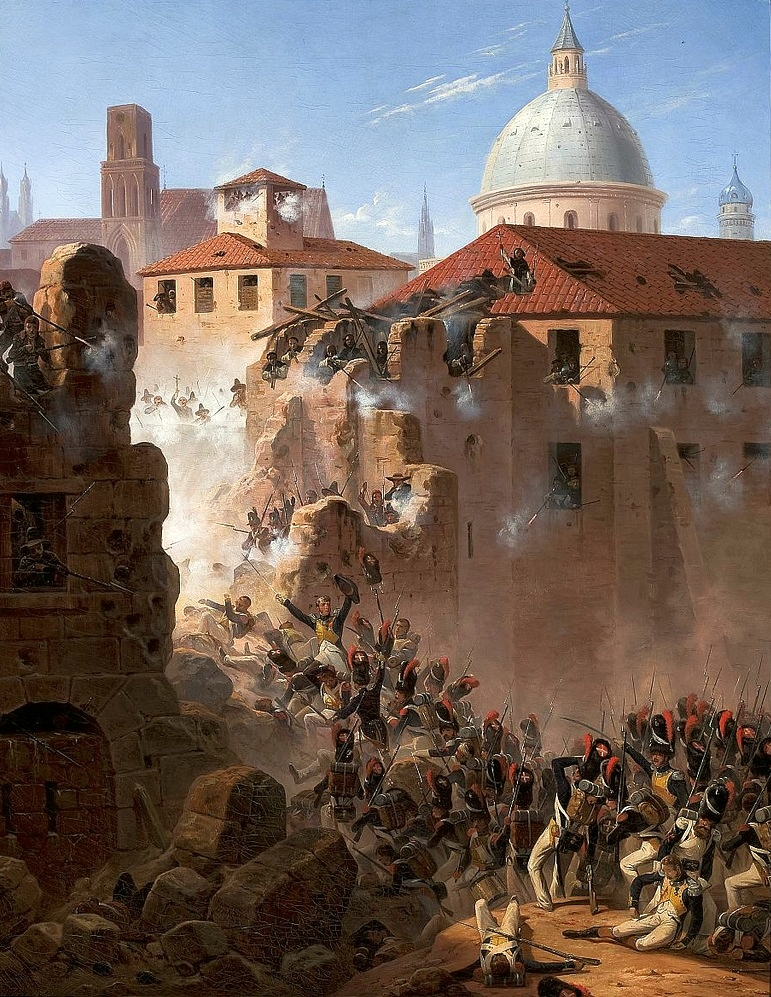
Штурм Сарагоси
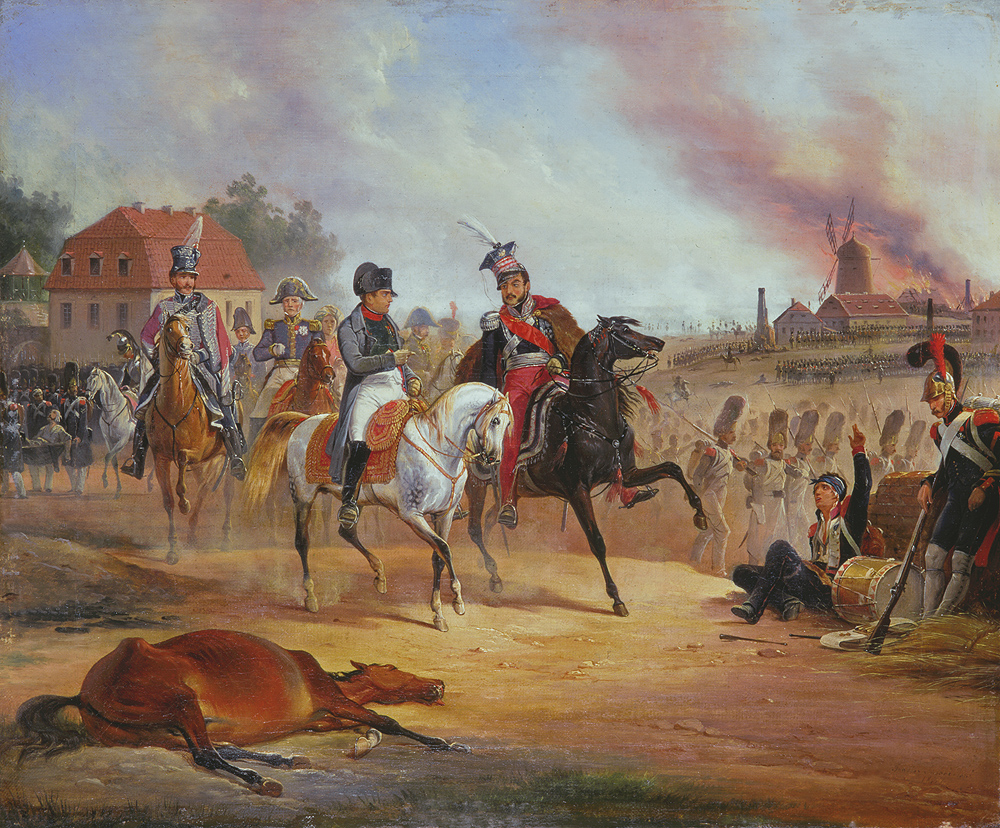
Наполеон і Понятовський
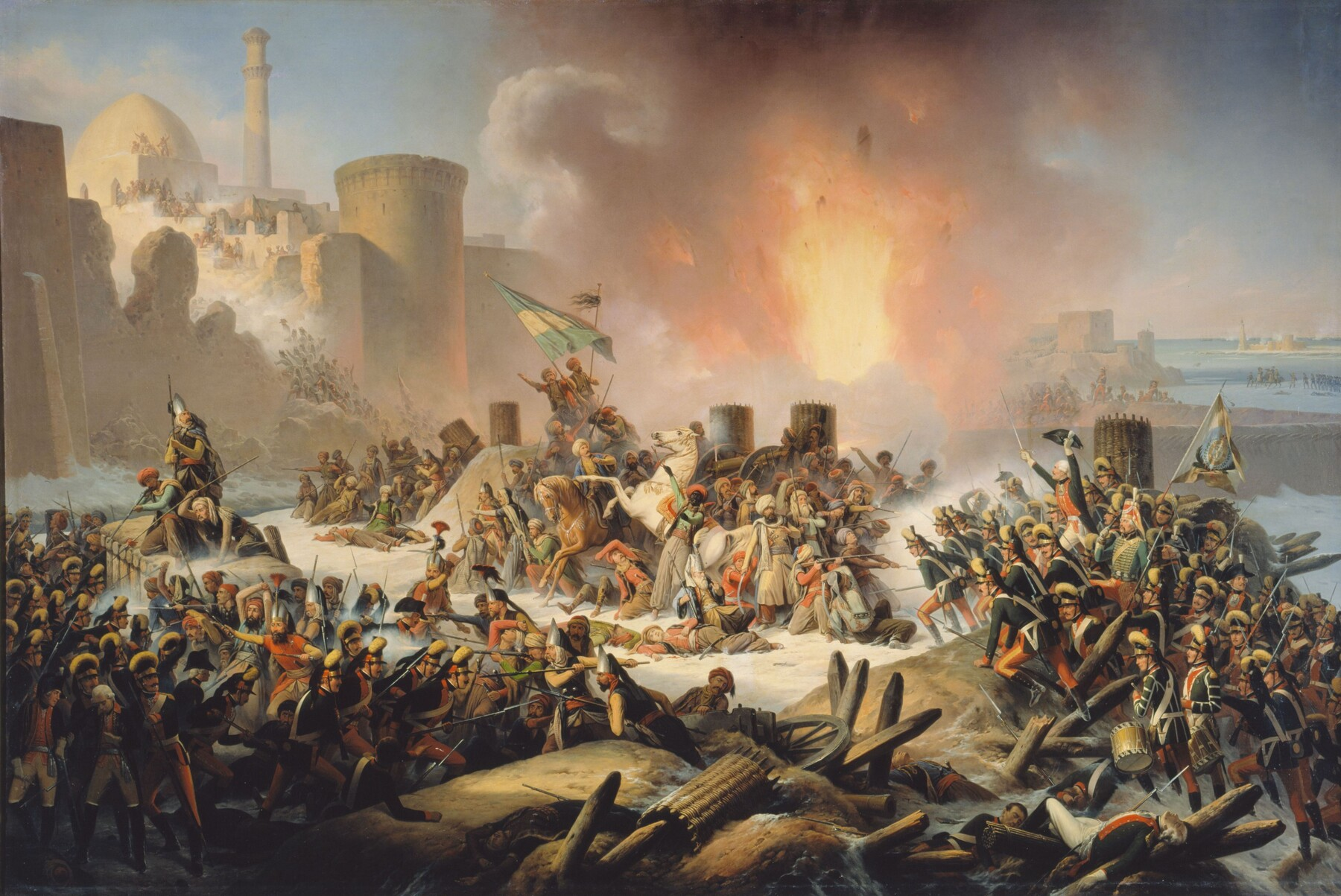
Штурм Очакова 6 грудня 1788 року.